# کلیولند-کلیفس
کلیولند-کلیفس (انگلیسی: Cleveland-Cliffs) شرکت فولاد آمریکایی است، که در سال ۱۸۴۷ تأسیس شد.